# Zacthys biplaga
Zacthys biplaga là một loài bướm đêm trong họ Noctuidae.